# Агафія Всеволодівна
Агафія Всеволодівна (бл. 1195 — 7 лютого 1238) — Велика княгиня Володимирська, дружина великого князя Володимирського Юрія Всеволодовича.
Донька Великого князя Київського і Чернігівського Всеволода Святославича від шлюбу з Марією, донькою Казимира II, короля Польського.

## Біографія
Вийшла заміж за Юрія ще за правління його батька Всеволода Велике Гніздо 10 квітня 1211 роки.
Мала з ним трьох синів і двох дочок.
Загинула з молодшою дочкою Феодорою при взятті монголо-татарами Володимира-на-Клязьмі 7 лютого 1238 року.
За різними версіями, вони заживо згоріли в Успенському соборі або були закатовані в ставці Батия.
Канонізована православною церквою як благовірна княгиня в складі Собору Володимирських святих разом зі своєю дочкою Феодорою, дружиною сина Всеволода Христиною Володимирівною і дружиною сина Мстислава Марією. Пам'ять відзначається в складі собору 6 липня (23 червня за старим стилем), а також 4 (17) лютого.

## Діти
Сини
- Всеволод Юрійович (1212 / 1213–1238), князь Новгородський. Одружений з 1230 рік а на Марині, доньці Володимира Рюриковича. Підступно убитий в ставці Батия під час переговорів перед взяттям Володимира монголами.
- Мстислав Юрійович (після 1213–1238), одружений з 1236 а на Марії (1220–1238) (походження невідоме). Загинув під час взяття Володимира монголами.
- Володимир Юрійович (після 1218–1238), князь Московський, одружений з 1236 а на Христині (1219–1238) (походження невідоме, ймовірно — з роду Мономаховичів). Убитий під час облоги Володимира монголами.

Доньки:
- Добрава (1215–1265) 1226 р. видана заміж за князя Волинського Василька Романовича, завдяки цьому виявилася єдиною, хто вижив після розорення татаро-монголами Володимира (1238 рік) нащадком Юрія Всеволодовича.
- Феодора Юріївна (1229–1238), вбита під час взяття Володимира монголами.